# Маида (Катанцаро)
Маида (итал. Maida) је насеље у Италији у округу Катанцаро, региону Калабрија.
Према процени из 2011. у насељу је живело 2766 становника. Насеље се налази на надморској висини од 255 м.

## Становништво
Према резултатима пописа становништва 2011. у општини је живело 4.457 становника.
| 1951. | 1961. | 1971. | 1981. | 1991. | 2001. | 2011. |
| ----- | ----- | ----- | ----- | ----- | ----- | ----- |
| 6.242 | 5.690 | 4.661 | 4.450 | 4.474 | 4.337 | 4.457 |